# Difosgen
Difosgen, daw. dwufosgen – organiczny związek chemiczny, ester trichlorometylowy kwasu chloromrówkowego. Duszący bojowy środek trujący stosowany w czasie I wojny światowej.
Jest bezbarwną cieczą o zapachu świeżo skoszonej trawy. Maksymalne stężenie par (przy 20 °C) wynosi 120 mg/dm³, a ich gęstość jest 6,9 razy większa od gęstości powietrza. Techniczny difosgen (ok. 90%) jest oleistą cieczą o gęstości 1,21–1,68 g/cm³, wrzącą w temp. 125–130 °C.
Difosgen nie rozpuszcza się w wodzie, dobrze rozpuszcza się w rozpuszczalnikach organicznych oraz innych bojowych środkach trujących (chloropikryna, fosgen, arsyny). Trwałość skażeń: w lecie – ok. 30 minut, w zimie – 10–12 godzin. Jest mało odporny chemicznie – łatwo hydrolizuje i reaguje z zasadami, siarczkami, aminami i amoniakiem.
Zatrucia difosgenem są skutkiem wdychania par. W stanie ciekłym praktycznie nie przenika przez skórę. Objawy zatrucia i toksyczność są takie same jak w przypadku fosgenu. Difosgen wykazuje również działanie drażniące błony śluzowe oczu przy stężeniach 5*10−3 mg/dm³.
Oznaczenia wojskowe:
- USA – DP,
- Niemcy – Perstoff, Grünkreuz,
- Francja – Surpalite,